# Medal Wolności (1945)
Medal Wolności (ang. Medal of Freedom) – odznaczenie Stanów Zjednoczonych, nadawane wyłącznie osobom cywilnym, zarówno obywatelom amerykańskim, jak i cudzoziemcom, za zasługi dla wsparcia wysiłków USA lub ich sprzymierzonych podczas wojny, począwszy od 7 grudnia 1941. Ustanowiony przez prezydenta Harry’ego Trumana w 1945, zmodyfikowany w 1953. Nadawany formalnie przez Sekretarza Stanu, Sekretarza Obrony lub Sekretarza Marynarki Wojennej USA, medal nadawali jednak również prezydenci Dwight Eisenhower i John F. Kennedy.
Odznaczenie było niekiedy traktowane jako cywilny odpowiednik Legii Zasługi (która mogła być przyznawana jedynie wojskowym) i posiadało cztery stopnie, zaznaczane za pomocą gałązki palmowej odpowiedniej barwy na wstążce oraz baretce:
- Medal z palmą złotą – odpowiadał stopniowi Chief Commander Legii Zasługi
- Medal z palmą srebrną – odpowiadał stopniowi Commander Legii Zasługi
- Medal z palmą brązową – odpowiadał stopniowi Officer Legii Zasługi
- Medal bez palmy– odpowiadał stopniowi Legionnaire Legii Zasługi (uważany czasami również za cywilny odpowiednik Medalu Brązowej Gwiazdy).

Obywatelom USA przysługiwał wyłącznie medal bez palmy.
Odznaczenie zostało zniesione w 1963 roku, po ustanowieniu Prezydenckiego Medalu Wolności.

## Opis oznaki
Medal był wykonany z brązu, z wyobrażeniem głowy kobiecej, stanowiącej alegorię wolności, w hełmie zwieńczonym głową orła i napisem „FREEDOM” na awersie, oraz Dzwonem Wolności i napisem „UNITED STATES OF AMERICA” na rewersie; był noszony na czerwonej wstążce z czterema białymi prążkami pośrodku.